# Matei Kiraly
Matei Kiraly (n. 16 aprilie 1936, Timișoara, România – d. 5 iunie 2011, Galați, România) a fost un inginer în domeniul construcțiilor navale, inventatorul și constructorul unei întregi game de nave pe pernă de aer în România (hidroglisor, hovercraft).

## Studii
Matei Kiraly a absolvit Școala Profesională Metalurgică Nr. 1 din Timișoara și a parcurs studii serale la Liceul de Băieți Nr. 1 din Timișoara (1960-1964), urmând apoi cursurile Facultății de Mecanică, secția Nave și Instalații de Bord, din cadrul Institutului Politehnic din Galați (1964-1970), la examenul de stat, susținut în anul 1971, obținând nota 10.
Despre perioada studenției profesorul universitar Liviu Stoicescu relata: „Era un activ membru al cercului studențesc al navaliștilor, unde și-a prezentat, cu planșe colorate, ambarcațiunea  de pe Bega, făcând săli pline de studenți, care nu trebuiau mobilizați. Vorbea liber și foarte convingător”.

## Carieră
În perioada 1953-1954 a fost lăcătuș mecanic la Întreprinderea Metalurgică Banat, Timișoara, apoi, între anii 1954-1964, s-a angajat marinar la Sectorul Căi Navigabile Timișoara.
În lecturile sale din reviste și cărți tehnice a găsit informații despre autogir (aeronavă prevăzută cu o elice de propulsie antrenată de un motor și cu o elice de sustentație care se rotește liber). A încercat folosirea acestui principiu la ambarcațiuni, pe râul Bega. A pus sub o barcă o elice cu ax vertical care se rotea datorită curentului apei, creat de deplasarea bărcii, produsă la rândul ei de o altă elice normală, cu ax orizontal, rotit de un motor. Datorită elicei cu ax vertical de sub carenă, barca se ridica și astfel rezistența ei la înaintare se micșora, iar viteza ei creștea sensibil. A făcut fotografii și planșe explicative ale experimentului.
În perioada studenției, pentru a-și întreține familia rămasă la Timișoara, s-a transferat în iunie 1964 la Șantierul Naval din Galați, Secția Sculerie.
Student fiind, a fost angajat profesor-instructor la Casa Pionierilor din Galați, pentru nou înființatul cerc tehnico-aplicativ Grupa de Cercetări și Experimentări Navale (secția „Modele experimentale ale navelor neconvenționale”), unde a activat în perioada 1969-1972. În cadrul acestui cerc s-a desfășurat o adevărată activitate de pionierat în domeniul navelor-amfibie.
După terminarea facultății, în anul 1971, a fost repartizat ca inginer stagiar la Administrația Fluvială a Dunării de Jos din Galați, lucrând inițial ca maistru instructor pentru ambarcațiuni și construcții de nave la AFDJ Sulina. În anul 1972 a fost invitat de directorul Institutului de Cercetări și Proiectări Navale Galați (ICEPRONAV), ing. Gelu Kahu, să-si pună în valoare cunoștințele și experiența acumulate despre navele cu pernă de aer. A activat aici până în 1997 ca inginer proiectant, inginer tehnolog principal, șef al Atelierului Prototipuri. 
Încununarea cercetărilor făcute în cadrul Atelierului Prototipuri a fost proiectarea și construirea, începând cu 1977, a unei nave rapide pe pernă de aer, cu pereți laterali, pentru transportul de călători, proiect de cercetare 1044. Pe 14 august 1979, nava a făcut cu succes drumul inaugural de la Galați la Tulcea, cu pasageri la bord, colegi de serviciu, inclusiv conducerea ICEPRONAV.
În perioada 1997-2005, a fost detașat ca project manager la Șantierul Naval Militar din Mangalia, Secția Construcții nave pe pernă de aer, unde a dezvoltat proiecte de nave speciale pentru forțele militare, cu performanțe la nivel internațional (Proiect 1043). 
A fost susținut de cadre tehnice cu răspundere din Departamentul de Înzestrare a Marinei Militare, care au găsit surse de finanțare pentru proiectarea și construirea de nave defensive și de apărare.
În anul 2005 s-a pensionat și s-a întors la prima sa pasiune, istoria aviației și în special a elicopterelor la nivel mondial, colaborând cu articole pe această temă cu diverse publicații, printre care și cunoscută revista "Modelism” și purtând o intensă corespondență cu specialiști internaționali în domeniu.

## Contribuții
Matei Kiraly a fost un inventator cu realizări deosebite, printre acestea numărându-se: 
- utilizarea principiului autogir în ambarcațiuni - experiment pe râul Bega (1963-1964);
- lucrări de pionierat în domeniul navelor-amfibie pe pernă de aer, în cadrul secției Modele experimentale ale navelor neconvenționale -Casa Pionierilor Galați[3] (Marele Premiu la Expoziția Internațională „Minitehnicus”, București, 1970);
- proiectarea și construirea, începând cu anul 1977, a unei nave rapide pe pernă de aer, cu pereți laterali, pentru transportul de personal tehnologic în Deltă (familia de nave proiect 1044);
- proiectarea și construirea de nave defensive și de apărare:
  - Navă amfibie pe pernă de aer pentru DESANT MARIN (proiect 1043, 1991, deplasament 30 t, propulsie 1 turbina cu gaze de 507 CP, viteza max. 120 km/h, armament - o mitralieră calibrul 14,5 mm);
  - Navă neamfibie SIDEWALL l Hovercraft pentru transportul a 60 de pasageri;
  - Șalupe de intervenție rapidă, pe pernă de aer.
- a brevetat doar două invenții: „Sistem integrat de sustentație și	propulsie pentru navele cu pernă de aer” și „Dispozitive de	manevră laterală pentru vehiculele cu efect de sol”;
- a aplicat numeroase soluții inovatoare în cadrul ICEPRONAV, Baza de Cercetări Hidrodinamice, în calitate de șef al Atelierului Prototipuri, unde s-a ocupat de fabricarea de modele de nave și de elice necesare probelor de bazin;
- a scris o „Istorie a elicopterelor”, rămasă nepublicată.

## Recunoaștere pe plan intern și internațional
Matei Kiraly a participat cu lucrări la sesiuni științifice studențești în România, unde a obținut recunoașterea performanțelor sale, și la Moscova, la Sesiunea Științifică Internațională a Tinerilor, în 1970, unde a obținut Premiul I. 
A participat la stagii de specializare în străinătate, printre care cel desfășurat la Skipstechnisk Laboratorium din Lingby, Danemarca, pentru confecționarea modelelor de nave și a dispozitivelor de măsură pentru probe hidrodinamice.
Matei Kiraly este cunoscut în presa internațională ca cercetător al istoriei aviației și în special al elicopterelor.
Biografia sa figurează pe site-ul internațional Vertipedia (Vertical Flight Society), alături de cea a altor mari specialiști în domeniul aeronavelor cu decolare verticală.
În iunie 2016, cu prilejul aniversării a 80 de la nașterea inginerului Matei Kiraly, personalitatea acestuia a fost evocată în cadrul Colocviilor Constructorilor de Nave (CCN), care se derulează la Galați din anul 2011. Lucrările prezentate cu acest prilej au fost adunate în broșura intitulată "Inginer Matei Kiraly. Inventator, pionier al navelor pe pernă de aer în România (16.04.1936 - 05.06.2011)", disponibilă pe site-ul Asociației Constructorilor de Nave din România (Anconav).

## Activitate publicistică
A publicat diverse studii și analize în revistele Modelism și Modelism internațional, în presa națională, cât și în publicații străine, despre istoria aviației și în special despre aparatele cu decolare verticală, prima sa pasiune. 
Referințe despre activitatea excepțională a inventatorului au apărut, începând cu anul 1966, în publicații precum: Flacăra, Presa de Galați, Știință și Tehnică, Viața liberă, Viața Studențească.

### Lucrări publicate
- KIRALY, MATEI. Primele nave pe pernă de aer pe Dunăre (III). În: Actualitatea pe Dunăre, an. 2, nr. 7-8, 2004, p. 63-69: fotogr.
- KIRALY, MATEI. "1044": Primii pe Dunăre (IV). În: Actualitatea pe Dunăre, an. 2, nr. 9-10-11, 2004, p. 68-75: fotogr.
- KIRALY, MATEI. "1043": Primii pe Dunăre (V). În: Actualitatea pe Dunăre, an. 2, nr. 12, 2004, p. 22-30: fotogr.
- KIRALY, MATEI. "Savannah" prima traversare a Atlanticului cu un vapor: nave celebre. În: Actualitatea pe Dunăre, an. 2, nr. 9-10-11, 2004, p. 75-78: fotogr.